# Marco Ballotta
Marco Ballotta (Casalecchio di Reno, 3 aprile 1964) è un dirigente sportivo, allenatore di calcio ed ex calciatore italiano, di ruolo portiere nella carriera professionistica e prevalentemente attaccante in quella dilettantistica. È team manager e preparatore dei portieri del Terre di Castelli.
Nella sua carriera ha vinto uno scudetto, tre Coppe Italia e una Supercoppa italiana, oltre ad aver conquistato due promozioni in Serie A e altrettante in Serie B. A livello internazionale ha vinto due Coppe delle Coppe e due Supercoppe europee.

## Carriera

### Giocatore

#### 1980-1997

Ballotta in azione al Modena nella stagione 1987-1988

Iniziò la sua carriera tra le giovanili del San Lazzaro, formazione emiliana di Interregionale, quindi passò al Bologna senza mai scendere in campo fino al passaggio al Casalecchio, dove fece 22 presenze. In seguito tornò al Bologna nel 1983 e rimase di proprietà del club rossoblù fino al 1985, anche se andò a giocare nel Modena nell'ottobre 1984.
Militò con i canarini fino al novembre 1990 collezionando 224 partite con due promozioni in Serie B e una retrocessione in Serie C1. Nel corso della stagione 1989-1990, culminata con la promozione del Modena in Serie B, subì solamente 9 reti in 34 incontri disputati, rimanendo imbattuto per 958 minuti consecutivi. 
Giocò tra il 1990 e il 1991 al Cesena, con cui esordì in Serie A, venendo poi ingaggiato dal Parma dove rimase tre anni, giocando come secondo da titolare e vincendo una Coppa Italia, una Coppa delle Coppe e una Supercoppa UEFA. Dopo una stagione al Brescia nel 1994, guidò la Reggiana alla promozione in massima serie con Carlo Ancelotti in panchina, retrocedendo però nella stagione successiva.

#### 1997-2008
Nel 1997 passò alla Lazio dove rimase tre stagioni giocando saltuariamente (13 partite in tre anni). Figura tra i vincitori dello scudetto del 2000, delle due Coppe Italia del 1997-1998 e 1999-2000 e della Coppa delle Coppe 1998-1999. Dopo un anno come secondo portiere all'Inter, tornò nel 2001 a giocare per tre anni da titolare nel Modena, con cui conquistò la promozione in Serie A e una salvezza ottenuta all'ultima giornata con un pareggio per 2-2 in casa del Brescia sotto la guida del tecnico Gianni De Biasi, mentre nel terzo e ultimo anno con la casacca gialloblù vide la retrocessione della squadra in Serie B.
Dopo aver giocato la prima parte di campionato da titolare, Ballotta perse il posto a favore del collega Adriano Zancopè. Questo fu il suo ultimo anno con i canarini. Rimasto senza contratto, nell'autunno 2004 fu ingaggiato dal Treviso contribuendo da portiere titolare alla prima promozione in Serie A del club veneto: sconfitto ai play-off, il Treviso salì in Serie A grazie alla retrocessione per illecito sportivo del Genoa e ai fallimenti di Torino e Perugia. Tornato alla Lazio nel 2005, partì come terzo portiere: i frequenti infortuni del titolare Angelo Peruzzi e della riserva Matteo Sereni gli consentirono di scendere in campo 8 volte, stabilendo il primato di anzianità per un giocatore di Serie A.

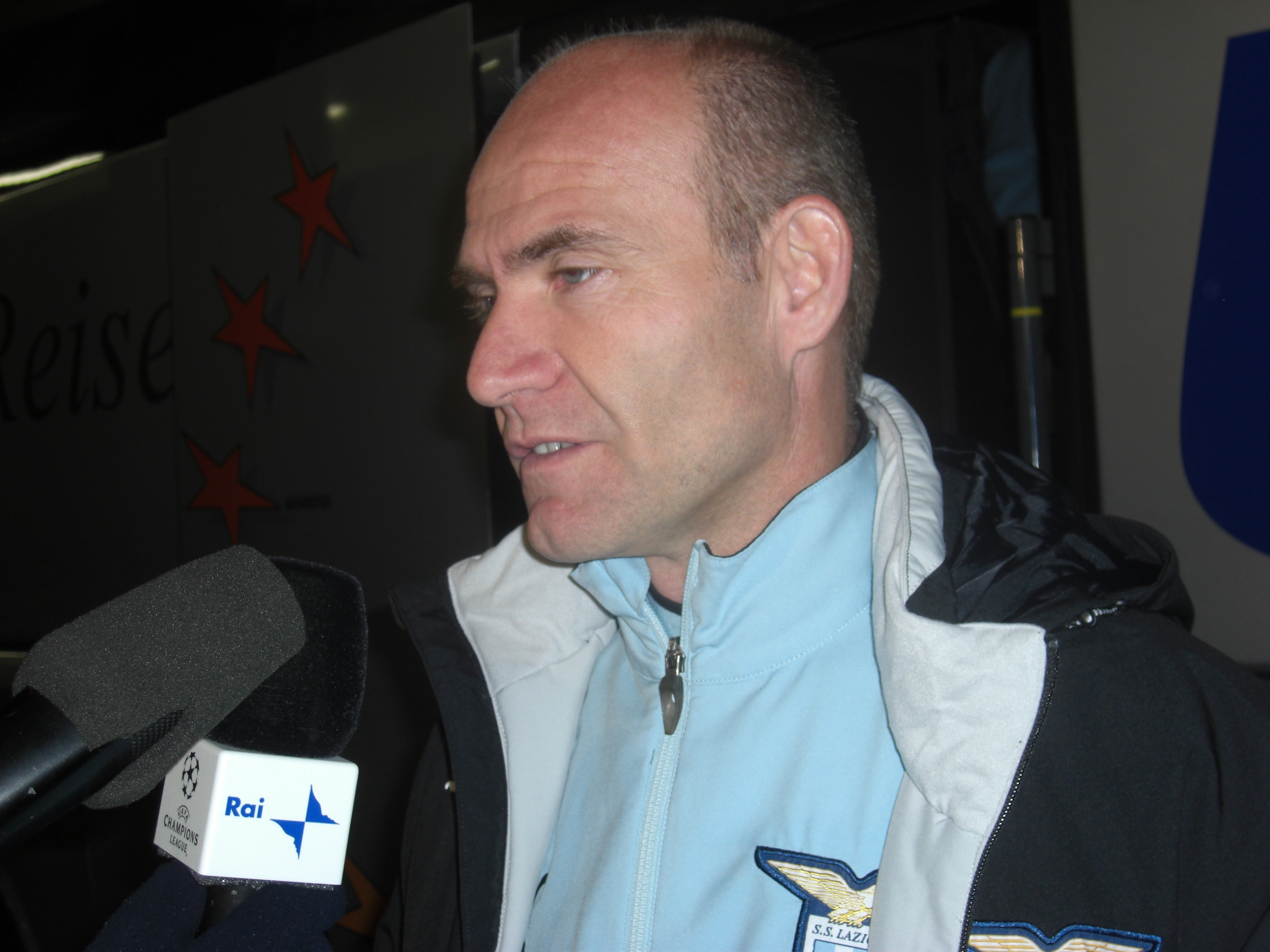
Ballotta alla Lazio nel 2007

Le sue prestazioni gli valsero il rinnovo del contratto per la stagione seguente, conclusa con 11 presenze. Ritiratosi Peruzzi, il campionato 2007-2008 ha visto Ballotta inizialmente riserva del giovane uruguaiano Fernando Muslera (acquistato al posto di Juan Pablo Carrizo), per poi conquistare il posto da titolare, disputando 29 partite (su 38) nonché tutte le 8 partite giocate dalla Lazio in Champions League. A fine stagione decise di ritirarsi dal calcio professionistico.

#### Calcio dilettantistico
Nella metà del novembre 2008 si reinventa attaccante in Prima Categoria con il Calcara Samoggia, segnando 24 reti in 37 presenze. Nelle seguenti stagioni viene riconfermato nella rosa del Calcara Samoggia, rimanendo attaccante ma senza ripetere i risultati della stagione precedente a causa di diversi guai fisici che lo tengono lontano dal campo per gran parte della stagione.
Nel maggio 2011, a causa di infortunio del portiere titolare Gennasi, torna tra i pali per la partita contro il Roteglia, vinta 3-0. Dopo una breve parentesi da dirigente, nel luglio 2011, con l'intenzione di tornare tra i pali, si accasa a 47 anni al San Cesario, squadra modenese di Prima Categoria per poi invece debuttare ancora da centravanti in Casalecchio-San Cesario, e dopo soli 10' mettere a segno un calcio di rigore. Per il resto del campionato giocherà in porta, risultando il terzo portiere meno battuto del girone. La stagione seguente torna al Calcara Samoggia di nuovo come centravanti, totalizzando 19 presenze e 5 gol (4 dei quali su rigore).
A fine stagione il Calcara Samoggia retrocede in Seconda Categoria, Ballotta rimane anche per la stagione 2013-2014 e si alterna tra portiere e attaccante a seconda delle necessità della squadra. Nel luglio 2014 accetta il progetto della squadra di Castelvetro, neopromossa in Eccellenza e con l'obiettivo di puntare subito ai primi posti; inizialmente presentato come responsabile tecnico e preparatore dei portieri del settore giovanile, si ritrova nel corso della stagione prima temporaneamente come allenatore della squadra, (prendendo il posto dell'esonerato Paraluppi, per poi lasciare il posto a Pivetti) e successivamente torna tra i pali all'età di 50 anni, conquistando il posto da titolare della compagine emiliana. Torna brevemente al Calcara Samoggia, sempre in Prima Categoria, con solo un'apparizione nella stagione 2015-2016.

### Dirigente sportivo
Nell'agosto 2008 accetta l'incarico di direttore generale del Modena, per poi interrompere il suo rapporto con la società emiliana dopo 35 giorni «a fronte del venire meno della condivisione degli obiettivi inizialmente concordati, e finora non conseguiti».
Nel luglio 2018, dopo un breve periodo da direttore generale del Castelvetro, diventa il nuovo responsabile dell'area tecnica del Varese, carica che detiene fino all'11 febbraio 2019, giorno in cui rassegna le dimissioni a causa della crisi che coinvolge la società varesina.
Nel luglio 2019 fa ritorno a Castelvetro, squadra di Eccellenza, come presidente, direttore generale e preparatore dei portieri. Nelle stagioni 2019-2020 e 2021-2022 viene nuovamente tesserato in mancanza di un terzo portiere in rosa. Dal luglio 2023 aderisce al progetto del Terre di Castelli 1907, squadra di Eccellenza che coinvolge i comuni modenesi di Castelvetro di Modena, Marano sul Panaro e Vignola, in qualità di presidente onorario.

## Statistiche

### Presenze e reti nei club
Statistiche aggiornate al 31 ottobre 2021.
| Stagione                | Squadra                 | Campionato              | Campionato | Campionato | Coppe nazionali | Coppe nazionali | Coppe nazionali | Coppe continentali | Coppe continentali | Coppe continentali | Altre coppe | Altre coppe | Altre coppe | Totale | Totale    |
| Stagione                | Squadra                 | Comp                    | Pres       | Reti       | Comp            | Pres            | Reti            | Comp               | Pres               | Reti               | Comp        | Pres        | Reti        | Pres   | Reti      |
| ----------------------- | ----------------------- | ----------------------- | ---------- | ---------- | --------------- | --------------- | --------------- | ------------------ | ------------------ | ------------------ | ----------- | ----------- | ----------- | ------ | --------- |
| 1981-1982               | Bologna                 | A                       | 0          | 0          | CI              | 0               | 0               | -                  | -                  | -                  | -           | -           | -           | 0      | 0         |
| 1982-1983               | Casalecchio             | PC                      | 22         | -?         |                 | -               | -               | -                  | -                  | -                  | -           | -           | -           | 22     | -?        |
| 1983-1984               | Bologna                 | C1                      | 0          | 0          | CI+CI-C         | ?+?             | -? + -?         | -                  | -                  | -                  | -           | -           | -           | 0      | 0         |
| lug.-ott. 1984          | Bologna                 | B                       | 0          | 0          | CI              | 0               | 0               | -                  | -                  | -                  | -           | -           | -           | 0      | 0         |
| Totale Bologna          | Totale Bologna          | Totale Bologna          | 0          | 0          |                 | 0               | 0               |                    | -                  | -                  |             | -           | -           | 0      | 0         |
| ott. 1984-1985          | Modena                  | C1                      | 17         | -11        | CI-C            | 0               | 0               | -                  | -                  | -                  | -           | -           | -           | 17     | -11       |
| 1985-1986               | Modena                  | C1                      | 34         | -31        | CI-C            | 14              | -10             | -                  | -                  | -                  | -           | -           | -           | 48     | -41       |
| 1986-1987               | Modena                  | B                       | 23         | -33        | CI              | 5               | -5              | -                  | -                  | -                  | -           | -           | -           | 28     | -38       |
| 1987-1988               | Modena                  | B                       | 38         | -46        | CI              | 5               | -11             | -                  | -                  | -                  | -           | -           | -           | 43     | -57       |
| 1988-1989               | Modena                  | C1                      | 34         | -22        | CI+CI-C         | 7+0             | -14 + 0         | -                  | -                  | -                  | -           | -           | -           | 41     | -36       |
| 1989-1990               | Modena                  | C1                      | 34         | -9         | CI+CI-C         | 1+0             | -3 + 0          | -                  | -                  | -                  | -           | -           | -           | 35     | -12       |
| lug.-nov. 1990          | Modena                  | B                       | 8          | -13        | CI              | 4               | -3              | -                  | -                  | -                  | -           | -           | -           | 12     | -16       |
| nov. 1990-giu. 1991     | Cesena                  | A                       | 5          | -11        | CI              | 0               | 0               | -                  | -                  | -                  | -           | -           | -           | 5      | -11       |
| 1991-1992               | Parma                   | A                       | 1          | 0          | CI              | 0               | 0               | CU                 | 0                  | 0                  | -           | -           | -           | 1      | 0         |
| 1992-1993               | Parma                   | A                       | 29         | -22        | CI              | 0               | 0               | CdC                | 1                  | -1                 | SI          | 0           | 0           | 30     | -23       |
| 1993-1994               | Parma                   | A                       | 3          | -3         | CI              | 0               | 0               | CdC                | 0                  | 0                  | SU          | 2           | -2          | 5      | -5        |
| Totale Parma            | Totale Parma            | Totale Parma            | 33         | -25        |                 | 0               | 0               |                    | 1                  | -1                 |             | 2           | -2          | 35     | -28       |
| 1994-1995               | Brescia                 | A                       | 32         | -60        | CI              | 0               | 0               | -                  | -                  | -                  | -           | -           | -           | 32     | -60       |
| 1995-1996               | Reggiana                | B                       | 38         | -32        | CI              | 0               | 0               | -                  | -                  | -                  | -           | -           | -           | 38     | -32       |
| 1996-1997               | Reggiana                | A                       | 34         | -67        | CI              | 1               | -2              | -                  | -                  | -                  | -           | -           | -           | 35     | -69       |
| Totale Reggiana         | Totale Reggiana         | Totale Reggiana         | 72         | -99        |                 | 1               | -2              |                    | -                  | -                  |             | -           | -           | 73     | -101      |
| 1997-1998               | Lazio                   | A                       | 1          | -1         | CI              | 3               | -5              | CU                 | 1                  | -1                 | -           | -           | -           | 5      | -7        |
| 1998-1999               | Lazio                   | A                       | 3          | -2         | CI              | 1               | 0               | CdC                | 1                  | 0                  | SI          | 0           | 0           | 5      | -2        |
| 1999-2000               | Lazio                   | A                       | 9          | -6         | CI              | 8               | -9              | UCL                | 4                  | -6                 | SU          | 0           | 0           | 21     | -21       |
| 2000-2001               | Inter                   | A                       | 6          | -5         | CI              | 2               | -6              | CL+CU              | 0+0                | 0; 0               | SI          | 1           | -4          | 9      | -15       |
| 2001-2002               | Modena                  | B                       | 36         | -21        | CI              | 3               | -10             | -                  | -                  | -                  | -           | -           | -           | 39     | -31       |
| 2002-2003               | Modena                  | A                       | 34         | -48        | CI              | 0               | 0               | -                  | -                  | -                  | -           | -           | -           | 34     | -48       |
| 2003-2004               | Modena                  | A                       | 18         | -25        | CI              | 2               | -2              | -                  | -                  | -                  | -           | -           | -           | 20     | -27       |
| Totale Modena           | Totale Modena           | Totale Modena           | 276        | -259       |                 | 41              | -58             |                    | -                  | -                  |             | -           | -           | 317    | -317      |
| 2004-2005               | Treviso                 | B                       | 35+2       | -37 + -3   | CI              | 0               | 0               | -                  | -                  | -                  | -           | -           | -           | 37     | -40       |
| 2005-2006               | Lazio                   | A                       | 8          | -7         | CI              | 4               | -2              | Int                | 0                  | 0                  | -           | -           | -           | 12     | -9        |
| 2006-2007               | Lazio                   | A                       | 11         | -7         | CI              | 3               | -5              | -                  | -                  | -                  | -           | -           | -           | 14     | -12       |
| 2007-2008               | Lazio                   | A                       | 29         | -36        | CI              | 2               | -2              | UCL                | 8                  | -13                | -           | -           | -           | 39     | -51       |
| Totale Lazio            | Totale Lazio            | Totale Lazio            | 61         | -59        |                 | 21              | -23             |                    | 14                 | -20                |             | -           | -           | 96     | -102      |
| nov. 2008-2009          | Calcara Samoggia        | PC                      | 37         | 24         | -               | -               | -               | -                  | -                  | -                  | -           | -           | -           | 37     | 24        |
| 2009-2010               | Calcara Samoggia        | PC                      | 0          | 0; 0       | -               | -               | -               | -                  | -                  | -                  | -           | -           | -           | 0      | 0; 0      |
| 2010-2011               | Calcara Samoggia        | PC                      | 1+         | 0; 0       | -               | -               | -               | -                  | -                  | -                  | -           | -           | -           | 1+     | 0; 0      |
| 2011-2012               | San Cesario             | PC                      | 28         | -23; 1     | -               | -               | -               | -                  | -                  | -                  | -           | -           | -           | 28     | -23; 1    |
| 2012-2013               | Calcara Samoggia        | PC                      | 19         | 5          | -               | -               | -               | -                  | -                  | -                  | -           | -           | -           | 19     | 5         |
| 2013-2014               | Calcara Samoggia        | SC                      | 6          | -?; 0      | -               | -               | -               | -                  | -                  | -                  | -           | -           | -           | 6      | -?; 0     |
| 2014-2015               | Castelvetro             | Ecc.                    | 16         | -15        | -               | -               | -               | -                  | -                  | -                  | -           | -           | -           | 16     | -15       |
| 2015-2016               | Calcara Samoggia        | PC                      | 1          | 0          | -               | -               | -               | -                  | -                  | -                  | -           | -           | -           | 1      | 0         |
| Totale Calcara Samoggia | Totale Calcara Samoggia | Totale Calcara Samoggia | 64+        | -23+; 29   |                 | -               | -               |                    | -                  | -                  |             | -           | -           | 64+    | -23+ ; 29 |
| 2019-2020               | Castelvetro             | Ecc.                    | 0          | 0          | -               | -               | -               | -                  | -                  | -                  | -           | -           | -           | 0      | 0         |
| 2021-2022               | Castelvetro             | Ecc.                    | 0          | 0          | -               | -               | -               | -                  | -                  | -                  | -           | -           | -           | 0      | 0         |
| Totale Castelvetro      | Totale Castelvetro      | Totale Castelvetro      | 16         | -15        |                 | -               | -               |                    | -                  | -                  |             | -           | -           | 16     | -15       |
| Totale carriera         | Totale carriera         | Totale carriera         | 658        | -596; 30   |                 | 55+             | -75+            |                    | 15                 | -21                |             | 2           | -2          | 692+   | -642+; 30 |

### Record
- Giocatore più anziano ad aver disputato un incontro di Serie A (44 anni e 38 giorni).[14]
- Giocatore più anziano ad aver disputato un incontro di UEFA Champions League (43 anni e 253 giorni).[15]
- Debuttante più anziano con la maglia dell'Inter in competizioni ufficiali (36 anni, 5 mesi e 5 giorni).[16]

## Palmarès

### Competizioni nazionali
- Campionato italiano Serie C1: 1

Modena: 1989-1990 (girone A)
- Coppa Italia: 3

Parma: 1991-1992
Lazio: 1997-1998, 1999-2000
- Supercoppa italiana: 1

Lazio: 1998
- Campionato italiano: 1

Lazio: 1999-2000

### Competizioni internazionali
- Coppa delle Coppe: 2

Parma: 1992-1993
Lazio: 1998-1999
- Supercoppa UEFA: 2

Parma: 1993
Lazio: 1999